# Crescent City (Illinois)
Pour les articles homonymes, voir Crescent City.
Crescent City est un village situé dans le comté d'Iroquois, dans l’État de l’Illinois, aux États-Unis. Sa population s’élevait à 615 habitants lors du recensement de 2010, estimée à 592 habitants en 2016.

## Source
- (en) Cet article est partiellement ou en totalité issu de l’article de Wikipédia en anglais intitulé « Crescent City, Illinois » (voir la liste des auteurs).